# خاصه
خاصه لفظی عربی‌ است که در اوایل دورهٔ اسلامی و نیز بعدها به افراد و چیزهایی گفته شد که «خاص، نخبه، خصوصی» بودند و نه «عمومی، مشترک و کلی». به هر حال این لفظ به زودی در اشاره به زمین‌های خصوصی و دیگر مایملک منقول و غیرمنقول تاج، که مستقیماً در مالکیت یا کنترل حاکم بودند، و نیز همهٔ وظایف، فعالیت‌ها، و اشیای وابسته به او، دربار و خانواده اش نیز به کار رفت.
به اصطلاح خالصه یا زمین‌های عمومی تاج (زمین بایر یا مصادره شده) بخشی از املاک خاصه بود، و اغلب مرز بین این دو ناروشن بود. هر دو در برابر املاک دیوانی یا ممالک که به زمین‌های دولتی اشاره داشتند قرار می‌گرفتند. در قرن نوزدهم لفظ خاصه و نیز دیوانی و ممالک، از کاربرد افتاد و لفظ خالصه در اشاره به همگی قلمروهای تاج به کار رفت. از این به بعد به اموال خصوصی حاکم ملک الخاص و املاک سلطنتی گفته شد.